# موسى باشا بن حسن
موسى باشا بن حسن هو سياسي عثماني شغل منصب والي في الدولة العثمانية.

## مناصبه
تولى المناصب التالية:
- سنجق بك غزة (1663–1679)